# Estanys de les Corticelles
Els Estanys de les Corticelles són uns petits estanys que es troben al terme municipal de la Vall de Boí, a la comarca de l'Alta Ribagorça, i dins del Parc Nacional d'Aigüestortes i Estany de Sant Maurici.
El nom deriva «de co(ho)rticellas, petites corts o corrals».
Encadenats els dos llacs, situats a 2.298 i 2.278 metres d'altitud, a un seguit de petites estanyoles (que es troben entre els 2.276 i els 2.225 metres), desaigüen tots seguint direcció nord-nord-est fins a trobar el Barranquet de les Corticelles.